# (31868) 2000 EO97
2000 EO97 (asteroide 31868) é um asteroide da cintura principal. Possui uma excentricidade de 0.25762420 e uma inclinação de 6.54856º.
Este asteroide foi descoberto no dia 10 de março de 2000 por LINEAR em Socorro.